# Tithaeus trimaculatus
Tithaeus trimaculatus is een hooiwagen uit de familie Tithaeidae. De originele naamcombinatie (protoniem) is Tithaeus trimaculatus Roewer, 1949. De huidige (vanaf 2023) geldig wetenschappelijke naam van Tithaeus trimaculatus Gaat terug op Carl Frederick Roewer.